# 3406 Омск
3406 Омск (3406 Omsk) је астероид главног астероидног појаса са пречником од приближно 14,68 .
Афел астероида је на удаљености од 3,166 астрономских јединица (АЈ) од Сунца, а перихел на 2,422 АЈ.
Ексцентрицитет орбите износи 0,133, инклинација (нагиб) орбите у односу на раван еклиптике 8,366 степени, а орбитални период износи 1706,330 дана (4,671 године).
Апсолутна магнитуда астероида је 11,30 а геометријски албедо 0,247.
Астероид је откривен 21. фебруара 1969. године.